# 가가미노정
가가미노정(일본어: 鏡野町)은 일본 오카야마현 북중부에 있고 돗토리현과 접하는 도마타군의 정이다.

## 지리
남부는 쓰야마 분지의 서단에 위치하고 중부에서 북부까지는 1,000m 이상의 산악 지대로 주고쿠 산지의 한 부분을 이룬다. 정의 중부를 요시이강이 북쪽에서 남쪽으로 흐른다.

## 역사
- 1952년 11월 10일 - 요시노촌·오노촌·오다촌·나카타니촌·가가미미나미촌·가가미기타촌 등 6개 촌이 합병해 가가미노정이 성립하였다.
- 1955년 1월 1일 - 고촌을 편입하였다.
- 2005년 3월 1일 - 오쿠쓰정·도미촌·가미사이바라촌·가가미노정 등 2정 2촌이 신설 합병해 새로운 가가미노정이 성립하였다.

## 교통

### 도로
- 국도 제179호선
- 국도 제482호선 (일본)(일본어판)